# Kováts József (tanár)
Zabolai Kováts József, Kovács (Zabola, 1732. – Nagyenyed, 1795. június 5.) református főiskolai igazgató-tanár, fizikus.

## Élete
Valószinűleg udvarhelyi székely családból származott és Marosvásárhelyt tanult; itt ismerte fel tehetségét Teleki Sándor gróf, aki fia, Teleki Sámuel mellé választotta nevelőnek; ezzel ment 1759-ben külföldi akadémiákra. 1760. január 17-től a bázeli, 1761-től az utrechti egyetemen tanult. 1762-től Párizsban tartózkodott, majd miután hazatért, 1763 szeptemberében tanár lett Székelyudvarhelyen. 1767-ben választották meg Nagyenyedre tanárnak, ahol a bölcseletet és matematikát tanította; az iskola bel- és külügyi rendezésében és különösen az iskola vagyonának a kormánnyal szembeni védelmében nagy érdemei vannak. 1774-ben adta ki A természetfilozófia elemei című művét, amely Johann Gottlob Krüger Naturlehre című könyvének átdolgozott fordítása, egyben ez az első erdélyi, már nem kartéziánus, hanem newtoni szellemben készült fizikakönyv. 1783-ban megválasztották generalis notariussá, azonban nem fogadta el ez a tisztséget. Vagyonának felét (15 ezer magyar forintot) a nagyenyedi iskolának jutalomkönyvek vásárlására és segélypénzül hagyta.

## Munkái

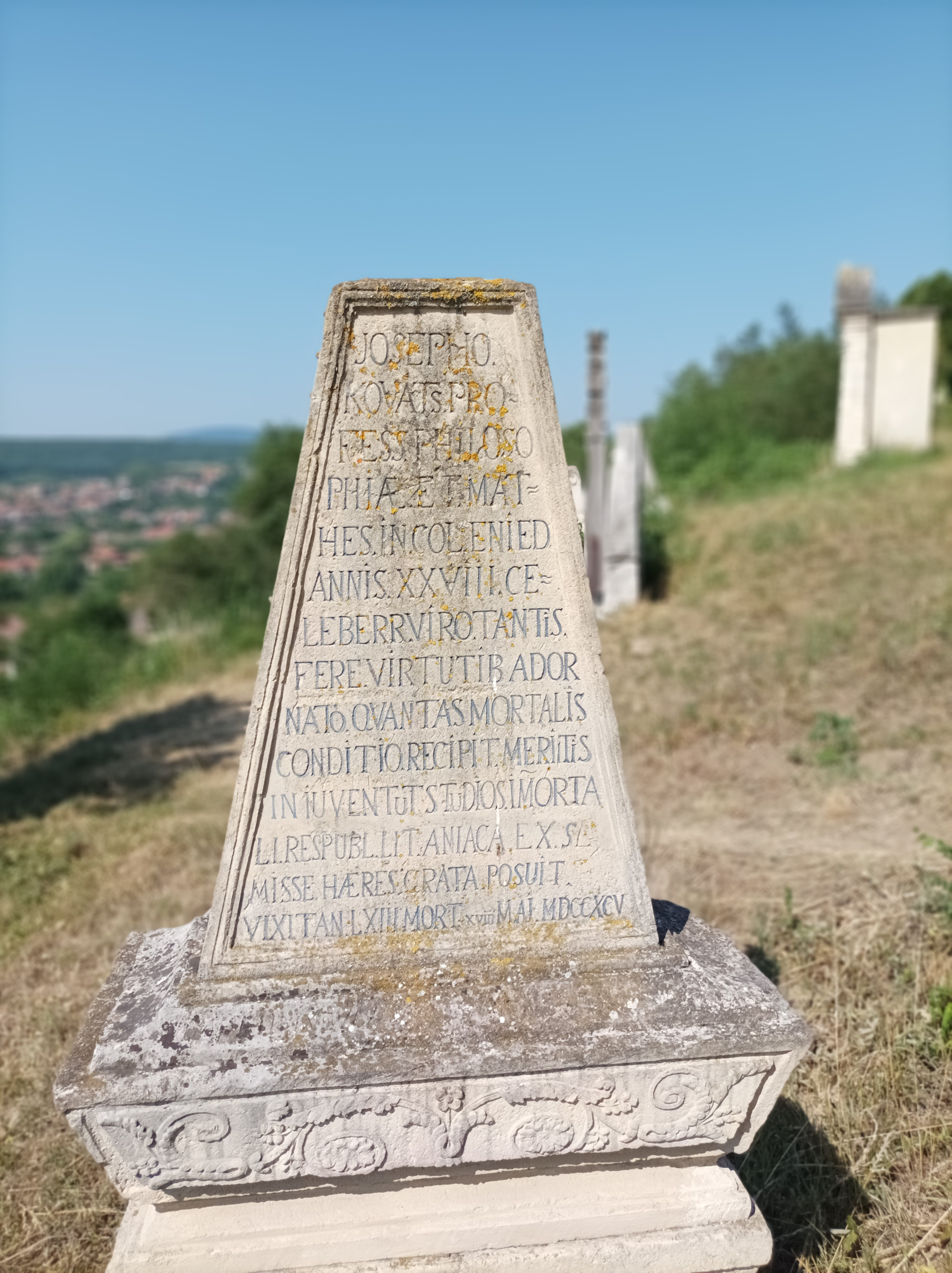
Síremléke a nagyenyedi református temetőben

- Halotti oratio... melyben Bethlen Imre ur ő nagyságának... erdélyi guberniumban egyik belső tanács hivének... utolsó tisztességet tett .. Alsó-Rákoson 1765. Szent-Iván havának XVI. napján. Szeben, 1767 (Málnái László gyászbeszédével együtt)
- Halotti oratio. melyben néhai mélt. gróf Hidvégi Nemes Ádám ur ő excellentziájának...utolsó tiszteséget tett és a haláltól való félelmet megkissebbíteni igyekezte a hidvégi gyászos udvarban 1765 Bőjtmáshava 17. napján. Hely. n. 1766
- Oratio funebis, qua exc. ac ill. dno Francisco libero baroni Wesselényi de Hadad... suprema in templo Hadadensi solvit...Nonis Augusti 1770. Kolozsvár, 1771 (többek gyászbeszédeivel együtt)
- Elementa philosophiae naturalis a J. G. Krügero delineata. Claudiopoli, 1774 (kézirata a Magyar Nemzeti Múzeumban Fábián András másolatában, Kováts előadása után)
- Emlékezet köve, melyre egy gyözedelmes vitéznek, néhai méltoságos báro vargyasi Dániel István urfi ö nagyságának... életét és virtusait fel irta, és azt kedves emlékezetének oszlopául fel-emelte... Kolozsvár, 1775 Online